# François Laplantine
Pour les articles homonymes, voir Laplantine.
François Laplantine, né le 11 février 1943, est un anthropologue français.
Il est professeur des universités émérite.

## Biographie
Il soutient une thèse de doctorat en philosophie à l'université Paris-X-Nanterre en 1969 et obtient un doctorat d'État en anthropologie, à l'université Paris 5 en 1982, puis réalise l'ensemble de sa carrière universitaire à l'université Lumière Lyon 2, dont il est professeur émérite depuis 2008. Il a dirigé le département d'anthropologie de Lyon 2 entre 1987 et 1994 et, à ce titre, participé à la création du Centre de recherches et d'études anthropologiques (CREA) en 1991.

## Recherches
Son domaine d'étude est l'ethnopsychiatrie ou ethnopsychanalyse et le Brésil. Après avoir étudié deux ans le voyant Georges de Bellerive et publié un  livre sur lui, il participa en 1992 à l'émission Mystères no 4 sur TF1.

## Distinctions
- 2005 : docteur honoris causa de l'université fédérale de Bahia (UFBA, Universidade Federal da Bahia)[4]
- 2007 : docteur honoris causa de l'université fédérale de Paraiba (UFPB, Universidade Federal da Paraíba)[5]

## Publications
- L'Ethnopsychiatrie, Éditions universitaires, coll. « Psychothèque » no 19, Paris, 1973, 134 p., [pas d'ISBN], (BNF 35187802). – Semble différent de l'ouvrage homonyme publié en 1987.
- Les Trois voix de l'imaginaire : le messianisme, la possession et l'utopie, étude ethnopsychiatrique, Éditions universitaires, coll. « Je », Paris, 1974, 255 p..
- Les 50 mots-clés de l'anthropologie, Toulouse, Privat, 1974, 217 p..
- La Culture du psy ou l'effondrement des mythes, Toulouse, Privat, coll. « Eppsos », 154 p., 1975, (ISBN 2-7089-3504-6).
- Le Philosophe et la violence, Paris, Puf, collection « Sup. Le Philosophe », 1976 no 122, 212 p..
- La Médecine populaire des campagnes françaises aujourd'hui, éditions J.-P. Delarge, coll. « Encyclopédie universitaire », 1976, 156 p..
- Maladies mentales et thérapies traditionnelles en Afrique noire, éditions J.-P. Delarge, coll. « Encyclopédie universitaire », 1978, 234 p.,  (ISBN 2-7113-0098-6).
- (Dir.) Un voyant dans la ville : étude anthropologique d'un cabinet de consultation d'un voyant contemporain, Paris, Payot, coll. « bibliothèque scientifique », 1985, 263 p.,  (ISBN 2-228-13860-6).
- Anthropologie de la maladie : étude ethnologique des systèmes de représentations étiologiques et thérapeutiques dans la société occidentale contemporaine, réédition Paris, Payot, coll. « Bibliothèque scientifique Payot », Paris, 1993, 411 p.,  (ISBN 2-228-88607-6).
- L'Ethnopsychiatrie, Paris, Puf, coll. « Que sais-je ? » no 2384, Paris, 1988, 119 p.,  (ISBN 2-13-041368-4).
- L'Anthropologie, Paris, Payot & Rivages, coll. « Petite bibliothèque Payot » (rééd.) no 227, 2001, 242 p.,  (ISBN 2-228-88889-3).
- Les Médecines parallèles, avec Paul-Louis Rabeyron, Paris, Puf, coll. « Que sais-je ? » no 2395, 1987, 127 p.,  (ISBN 2-13-041531-8).
- François Laplantine, La Table, le livre et les esprits : naissance, évolution et actualité du mouvement social spirite entre France et Brésil, avec Marion Aubrée, Paris, Jean-Claude Lattès, 1990, 341 p.,  (ISBN 2-7096-0837-5).
- (pt) Um olhar frances sobre São Paulo, avec Claude Olievenstein, São Paulo, Éd. Brasiliense, 1993, 92 p.,  (ISBN 85-11-18202-0).
- Transatlantique : entre Europe et Amériques latines, éditions Payot, coll. « Essais Payot », Paris, 1994, 297 p.,  (ISBN 2-228-88740-4).
- (pt) O que é o imaginario ?, avec Liana Trindade, São Paulo, éd. Brasiliense, coll. « Primeiros passos » no 309, 1996, 82 p.,  (ISBN 8511000267)
- Le Métissage : un exposé pour comprendre, un essai pour réfléchir, avec Alexis Nouss, Paris, Flammarion, coll. « Dominos », 1997, 116 p. (réédité chez Téraèdre, coll. « Réédition » en 2011)  (ISBN 9782080354617).
- La description ethnographique, Paris, Armand Colin, 2005 (rééd).
- Je, nous et les autres, Paris, Le Pommier, coll. « Manifestes », 1999, 152 p.,  (ISBN 2-746-50012-4).
- Genesys (jeu d'aventure historique), Conseiller scientifique, 2000.
- Métissages : de Arcimboldo à Zombi, avec Alexis Nouss, Paris, Jean-Jacques Pauvert, 2001, 633 p.,  (ISBN 2-72021-420-5).
- Joseph J. Levy, Anthropologies latérales : entretiens avec François Laplantine, Montréal, Liber, coll. « De vive voix », 2002, 182 p.,  (ISBN 2-89578-010-2).
- De tout petits liens, Paris, Mille et une nuits, coll. « Essai », 2003, 414 p.,  (ISBN 2-84205-741-4).
- Le social et le sensible : introduction à une anthropologie modale, Paris, Téraèdre, coll. « L'anthropologie au coin de la rue », 2005, 220 p.,  (ISBN 2-912868-30-0).
- Ethnopsychiatrie psychanalytique, Paris, Beauchesne, coll. « Prétentaine », 2007, 234 p.,  (ISBN 978-2-7010-1510-1).
- Leçons de cinéma pour notre époque : politique du sensible, Paris, Téraèdre & Caen, Murmure, 2007, 187 p.,  (ISBN 978-2-912868-42-8).
- Le Sujet : essai d'anthropologie politique, Paris, Téraèdre, coll. « L'anthropologie au coin de la rue », 2007, 164 p.,  (ISBN 978-2-912868-45-9).
- Tokyo, Ville flottante : scènes urbaines, mises en scène, Paris, Stock, coll. Un Ordre d'idées", 2010  (ISBN 9-782234-063976).
- Une autre Chine. Gens de Pékin, observateurs et passeurs des temps, ville ?, De l'incidence éditeur, 2012,  (ISBN 978-2-918193-13-5).
- Le Japon ou le sens des extrêmes, Paris, Presses Pocket, Agora, 2017, 174 p.
- Penser le sensible, Paris, Presses Pocket, coll. « Agora », 2018, 222 p.
- Cheminements. Voies anthropologiques et voies artistiques de la connaissance, Louvain-la-Neuve, Academia, 2021, 146 p.,  (ISBN 978-2-8061-0583-7)
- Scènes et mises en scène. Essai sur le théâtre et la danse contemporaine, Paris, Presses Pocket, coll. « Agora », 2021, 272 p.,  (ISBN 978-2-266-30737-6)